# Castell de Vilamarxant
El Castell de Vilamarxant és un bé d'interès cultural situat al municipi valencià de Vilamarxant (Camp de Túria). Es troba inscrit com BIC amb número d'anotació ministerial RI - 51-0010629 de 9 de maig de 2001. Es troba en un monticle que actualment forma part del centre de Vilamarxant.

## Descripció
Es conserven tres dels quatre llenços de les façanes exteriors de la torre. Aquesta era de planta rectangular. També es conserven dos cossos de finestres. La façana nord té una longitud de 14,50 metres, i les oest i est 9 metres. La façana meridional no ha arribat al segle xxi. L'alçada d'aquests paraments de fàbrica és de 13 metres sobre el nivell actual de la Plaça del Castell.
El traçat de la muralla que envolta el castell s'adapta a la topografia del promontori, delimitant un espai interior. Es conserva visible gran part del llenç sud, amb 57 metres de longitud, gràcies al fet que el fort desnivell existent ha impedit adossar construccions a la cara exterior. Els costats oest i nord de les muralles presenten edificacions adossades o hi estan incloses, mentre que el costat est no es conserva.

## Història
El seu origen és anterior a l'arribada dels aragonesos, ja que en 1238, durant la Reconquesta va ser lliurat per Jaume el Conqueridor a Pere Cornel, i posteriorment a Ximén Pérez d'Arenós. Després canviaria diverses vegades de mans. A inicis del segle xxi es trobava abandonat i subjecte a l'aplicació d'un Pla Especial de Protecció i Conservació municipal.